# Francesc Giralt i Prat
Francesc Giralt i Prat (Barcelona, 1948) és un enginyer químic català. El 1970 es graduà en enginyeria química a l'Institut Químic de Sarrià i el 1976 en química a la Universitat de Barcelona. El 1973 va fer un màster en ciència aplicada a la Universitat de Toronto, on es doctorà en química el 1976. Actualment és professor emèrit del Departament d'Enginyeria Química de la Universitat Rovira i Virgili (URV), membre dels equips BioCENIT i ATIC a la URV i del Water Technology and Research (WaTeR) Center i del Center for Environmental Implications of Nanotechnology (CEIN), adscrits a la Universitat de Califòrnia.
És membre de l'American Physical Society, de l'American Society for Engineering Education, de l'Associació d'Enginyers Industrials de Catalunya i de l'Institut d'Estudis Catalans.
El 1993 va rebre la Medalla Narcís Monturiol al mèrit científic de la Generalitat de Catalunya per la seva tasca centrada en l'estudi teòric i experimental dels fenòmens de transport en sistemes d'interès industrial o relacionats amb el medi ambient.